# Kunora e Lurës
Die Kunora e Lurës ist ein Bergzug im nördlichen Zentralalbanien (Qark Dibra). Er trennt als Teil des Lura-Gebirges das Einzugsgebiets des Mats im Westen vom Einzugsgebiet des Schwarzen Drin im Osten. Der höchste Punkt ist die Maja Kunora e Lurës mit 2121 m ü. A., die höchste Erhebung im Qark Lezha. Kunora respektive hochalbanisch Kurora bedeutet Krone oder Kranz.
An der Ostseite der Kunora e Lurës liegen die Dörfer von Lura (1043 m ü. A.). Der ganze Bergzug ist Teil des Nationalparks Lura-Mali i Dejës (193 km²), in dem der Nationalpark Lura (13 km²) aufgegangen ist. Auf der Westseite in einem abgeschiedenen Tal die Thermalquelle Kroi i Bardhë (ein nationales Naturdenkmal Albaniens) und hinter einem weiteren Berg das Dorf Kurbnesh. Die Täler rund um die Kunora e Lurës haben den Talboden auf einer Höhe von rund 900–1100 m ü. A.
Der Berzug verläuft in nord-südlicher Richtung. Die Höhe nimmt gegen Süden allmählich ab. Die Maja e Farkës 5,4 Kilometer südlich der Maja Kunora e Lurës erreicht noch 1809 m ü. A. Im zentralen Teil rund ein Kilometer nördlich und drei Kilometer südlich des Hauptgipfels liegen mehrere Zweitausender, der Grat übersteigt über weite Strecke die Marke von 2000 m ü. A. Nördlich der Maja Kunora e Lurës fällt der Bergzug rasch ab, während er sich im Süden in einem Bergland mit höher werdenden Seitentälern und näherrückenden parallelen Bergzügen (Deja, Runja) verläuft.
Auf der Ostseitem, die auch als Nezhda e Lurës bekannt ist, liegt auf einer Höhe von rund 1600–1700 m ü. A. ein Dutzend – nach anderer Quelle sogar 14 – kleine Bergseen. Die größten heißen Großer See (Liqeni i Madh; 32 Hektar), Pinien-See (Liqeni i Pishave; 13 Hektar), Schwarzer See (Liqeni i Zi; 8 Hektar), Kuh-See (Liqeni i Lopëve), Blumen-See (Liqeni i Luleve). Diese Seen haben glazialen Ursprung, wie der Bergzug auch sonst oft glazial geprägt ist mit diversen Karen insbesondere auf der Ostseite. Die Nezhda e Lurës war früher sehr baumreich. Trotz Schutz als Nationalpark wurden die Wälder weitgehend abgeholzt und zerstört.

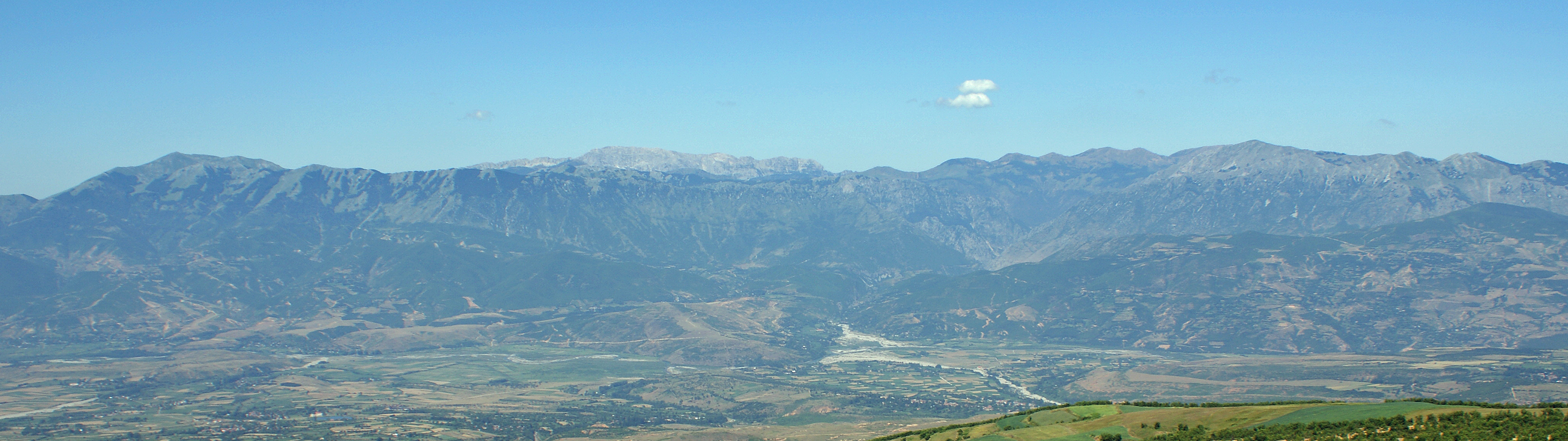
Lura-Gebirge von Osten mit Mali i Dejës links unterhalb und Kunora e Lurës rechts unterhalb der zwei kleinen Wolken – im Vordergrund das Drin-Tal und der Runja-Bergzug

Zum Lura-Gebirge (albanisch Vargmalet e Lurës / Malësia e Lurës) respektive den zentralen Gebirgsstöcken (albanisch Vargjet Qendrore) gehören neben der Kunora e Lurës auch der Mali i Dejës (2245 m ü. A.) im Südwesten, der Mali i Runjës (2047 m ü. A.) im Südosten und die Mali i Balgajt respektive Mali i Allamanit (2101 m ü. A.) noch weiter im Südwesten. Es wird im Süden vom Tal von Bulqiza begrenzt. Im Norden geht es nach einem Quertal in das Mirdita-Hochland über. Das Tal von Zall Gjoçaj südwestlich der Kunora e Lurës, am Fuß des Mali i Dejës, befand sich der ehemalige Nationalpark Zall Gjoçaj.
Das Gebirge besteht mehrheitlich aus ultrabasisches Gestein.